# 加藤正記
加藤 正記（かとう まさき、1956年10月12日 - ）は兵庫県出身の日本の俳優。元エクラン社（エクラン演技集団）所属。身長173cm、体重60kg。特技：殺陣、エアロビクス。特技を生かして殺陣指導も行う。

## 出演

### 映画
- 犬死にせしもの
- 劇場版『必殺』シリーズ
- いのちの海
- さくや妖怪伝
- どら平太

### テレビドラマ
- 新 木枯し紋次郎（KTV)
  - 第10話「鴉が三羽の身代金」（1977年）
  - 第18話「砕けた波に影一つ」（1978年）
- 必殺シリーズ（ABC / 松竹）
  - 必殺からくり人・血風編 第3話「怒りが火を吹く紅い銃口」（1976年） - 兵士
  - 江戸プロフェッショナル 必殺商売人
    - 第7話「嘘か真実かまことが嘘か」（1978年） - 口入屋の若い者
    - 第12話「裏口を憎む男にない明日」（1978年） - 佐田
    - 第21話「暴走を操る悪の大暴走」（1978年） - たつ
    - 第24話「罠にはまって泣く主水」（1978年） - 同心

  - 必殺からくり人 富嶽百景殺し旅
    - 第1話「江戸 日本橋」（1978年） - 同心
    - 第3話「駿州片倉茶園ノ不二」（1978年） - 人足
    - 第4話「神奈川沖浪裏」（1978年） - 漁師
    - 第9話「深川万年橋下」（1978年） - 悪党の若侍

  - 新 必殺からくり人 第11話「東海道五十三次殺し旅 庄野」（1978年） - 百姓
  - 翔べ! 必殺うらごろし
    - 第14話「額の傷が見た! 恐怖のあしたを」（1979年） - 左官屋
    - 第18話「抜けない刀が過去を斬る!」（1979年） - 稲川

  - 必殺仕事人
    - 第1話「主水の浮気は成功するか?」（1979年） - 職人
    - 第3話「仕事人危うし! あばくのは誰か?」（1979年） - 手代
    - 第8話「仕事人が可愛いい女を殺せるか?」（1979年） - 正太郎
    - 第14話「情は人のためにならないか?」（1979年） - 人夫
    - 第19話「仕事人が女に惚れて何故悪い?」（1979年） - 吉次
    - 第20話「この世の地獄は何処にあるのか?」（1979年） - 役人
    - 第64話「崩し技 真偽友禅染め落し」（1980年） - 同心
    - 第70話「慕い技 神輿暴れ突き」（1980年） - 留次
    - 第77話「盗み技背面逆転倒し」（1980年） - 同心田口
    - 第80話「踊り技回り舞台振り落し」（1980年） - 菊弥
    - 第83話「沈め技花嫁偽装返し突き」（1981年） - 長屋の住人

  - 必殺仕舞人
    - 第6話「花笠音頭は地獄で踊れ -山形-」（1981年） - 小三次
    - 第10話 「身を投げ生きる安里屋ユンタ -琉球-」（1981年） - 島民

  - 新・必殺仕事人
    - 第5話 「主水 アルバイトする」（1981年） - 松吉
    - 第12話 「主水 金一封あてにする」（1981年） - 同心
    - 第24話 「主水 泣いて減食する」（1981年） - 若殿
    - 第30話 「主水 御用納めする」（1981年） - 同心
    - 第33話 「主水粗食に我慢する」（1982年） - 同心
    - 第35話 「主水 友情に涙する」（1982年） - 子分
    - 第44話 「主水 予算オーバーする」（1982年） - 重太
    - 第46話 「主水 火の用心する」（1982年）
    - 第47話 「主水 かくし芸する」（1982年） - 侍

  - 新・必殺仕舞人
    - 第4話「八木節は悲しい村の恨み節」（1982年） - 役人
    - 第7話「貝殻節は子捨て唄」（1982年） - 山伏

  - 必殺仕事人IV 第6話「お加代 商売敵の出現にあわてる」（1983年） - 配下の学生
  - 必殺橋掛人
    - 第6話「本所の七不思議を探ります」（1985年） - 男
    - 第8話「浅草のマル秘ドクロを探ります」（1985年） - 手下
    - 第10話「日本橋の地獄火を探ります」（1985年） - 手代

  - 必殺まっしぐら！
    - 第3話「相手は壇ノ浦の亡霊」（1986年）- 弥助
    - 第7話「相手は徳島剣山の暴力修験者」（1986年）-職人

  - 必殺仕事人V・旋風編 第10話「主水、ワープロをうつ」（1987年） - 桑原
  - 必殺仕事人V・風雲竜虎編 第2話「将軍の初恋騒動!」（1987年） - 佐々入
  - 必殺仕事人2009 第19話「玉の輿」（2009年） - 又右衛門 役
  - 必殺仕事人2016（2016年）
- 日本名作怪談劇場（1979年、12ch）
- 死神の矢
- 月曜ドラマスペシャル
- 名奉行 遠山の金さん
- 柳生武芸帳
- 鬼平犯科帳
- 盤嶽の一生
- 御家人斬九郎
- 雲霧仁左衛門
- 映画三国志
- 火曜サスペンス劇場
- 赤かぶ検事奮戦記
- 土曜ワイド劇場
- 時代劇小説大賞スペシャル
- 月影兵庫あばれ旅
- 付き馬屋おえん事件帳
- 次郎長三国志
- 夜桜お染
- 山田孝之の東京都北区赤羽

### オリジナルビデオ
- 首領への道5、9、20、21、22、23-三田村組 峰岸岩男

### CM
- サントリーモルツ
- 土佐鶴

### 舞台
多数

### 殺陣
- 跋扈妖怪伝 牙吉 第二部（2004年）